# Patriote (Révolution française)
Pour les articles homonymes, voir Patriote.
Le parti patriote est un mouvement politique de la Révolution française qui a d'abord rassemblé ceux qui appelaient de leurs vœux la convocation des États généraux avant de devenir un synonyme de partisan de la Révolution. Ses acceptions ont donc pu être relatives à la subjectivité des acteurs.

## Historique
- Dans l'article « Patrie / Patriote / Patriotisme » du Dictionnaire historique de la Révolution française d'Albert Soboul, Suratteau indique que le patriote a longtemps été défini selon les critères de l'encyclopédiste Louis de Jaucourt (1704-1779) : « Le patriote est l'homme qui, dans un gouvernement libre et régi par des lois, chérit sa patrie au-dessus de tout et met son bonheur et sa gloire à le secourir avec zèle suivant ses moyens et ses facultés. » Le patriote n'existe donc que sous un « gouvernement libre » et « le patriote combat pour la liberté. » [1]

- À la suite de la Guerre d'indépendance américaine et de la Révolution hollandaise des années 1780, le terme « patriote » acquiert une signification révolutionnaire :

« D’une manière générale, il désigne ceux qui aiment leur patrie, qui veulent la rénover par des réformes, par une révolution. Ce sont les partisans de la révolution. » 
- A la veille de la convocation des États généraux, les partisans des idées nouvelles, qui demandent le doublement du Tiers, la délibération en commun des trois ordres et le vote par tête constituent le « parti patriote » ou « parti national ». À leur tête se trouve la « société des Trente » dont les meneurs sont Mirabeau, La Fayette, d'Aiguillon, Condorcet, Sièyes. Les réunions se tiennent à Paris, chez Duport[3].

- Dans cette mouvance, le mot patriote désigne tout partisan de la Révolution face aux aristocrates et aux tenants de l'Ancien Régime.

- Au plus fort de la Révolution,

Les « publicistes patriotes » animent une presse pamphlétaire appelant « au Salut public ».
De nombreux journaux s'affichent délibérément « patriotes » ; L'exemple le plus célèbre étant le « Patriote français » de Brissot.